# Specifická míra absorpce
Měrný absorbovaný výkon (SAR, Specific Absorption Rate) je fyzikální veličina nejčastěji používaná k popisu absorpce výkonu živou tkání exponovanou elektromagnetickému poli. Je však možné se s ní setkat i v souvislosti s jinými druhy absorbovaného výkonu, kterými může být např. ultrazvuk. Explicitně je SAR je definován jako výkon absorbovaný v tkáni o jednotkové hmotnosti a má jednotku (W/kg).

## Výpočet
SAR pro elektromagnetické pole se vypočítá podle vztahu:
{\displaystyle {\text{SAR}}=\int _{\textrm {sample}}{\frac {\sigma (\mathbf {r} )|\mathbf {E} (\mathbf {r} )|^{2}}{\rho (\mathbf {r} )}}d\mathbf {r} }
kde
{\displaystyle \sigma } je elektrická vodivost
{\displaystyle E} je efektivní hodnota intensity elektrického pole
{\displaystyle \rho } je hustota
Ve frekvenčním intervalu od 100 kHz do 10 GHz je SAR využíván k hodnocení expozice osob elektromagnetickému poli (typicky z mobilního telefonu, radiolokátoru, radiového vysílání nebo skeneru magnetické rezonance), tedy k hodnocení ohřevu tkáně jakožto jediného vědecky prokázaného zdravotního vlivu slabých elektromagnetických polí v tomto frekvenčním intervalu .
Hodnota SAR silně závisí na pozici v exponovaném objektu, na rozměrech objektu, na vzdálenosti od zdroje záření a také na samotných rozměrech zdroje záření a jeho výkonu. Pro účely hodnocení expozice je SAR průměrován přes celé tělo (celotělový SAR) nebo krychlový objem o hmotnosti 1g či 10g (lokální SAR). V případě lokálního SAR je pak expozice hodnocena podle nejvyšší dosažené hodnoty v celém zkoumaném objemu. SAR je dále průměrován přes časový interval o délce 6 minut (zohlednění termoregulace těla).
V České republice je expozice osob elektromagnetickému poli ve frekvenčním intervalu od 100 kHz do 10 GHz omezena (nařízení vlády č. 291/2015 Sb.) hodnotou SAR rovnou 0.08 W/kg (celotělový) a 2 W/kg (lokální, 10g). Uvedené limity (nazývané nejvyšší přípustné hodnoty) převzala Česká republika stejně jako většina zemí Evropy (prakticky totožné limity zavedly i USA (1.6 W/kg)) od mezinárodní nezávislé expertní organizace ICNIRP  (International Commission on Non-Ionizing Radiation Protection).